# Loxioda
Loxioda là một chi bướm đêm thuộc họ Erebidae.

## Loài
- Loxioda hampsoni Bethune-Baker, 1906
- Loxioda similis Moore, 1882